# たすき

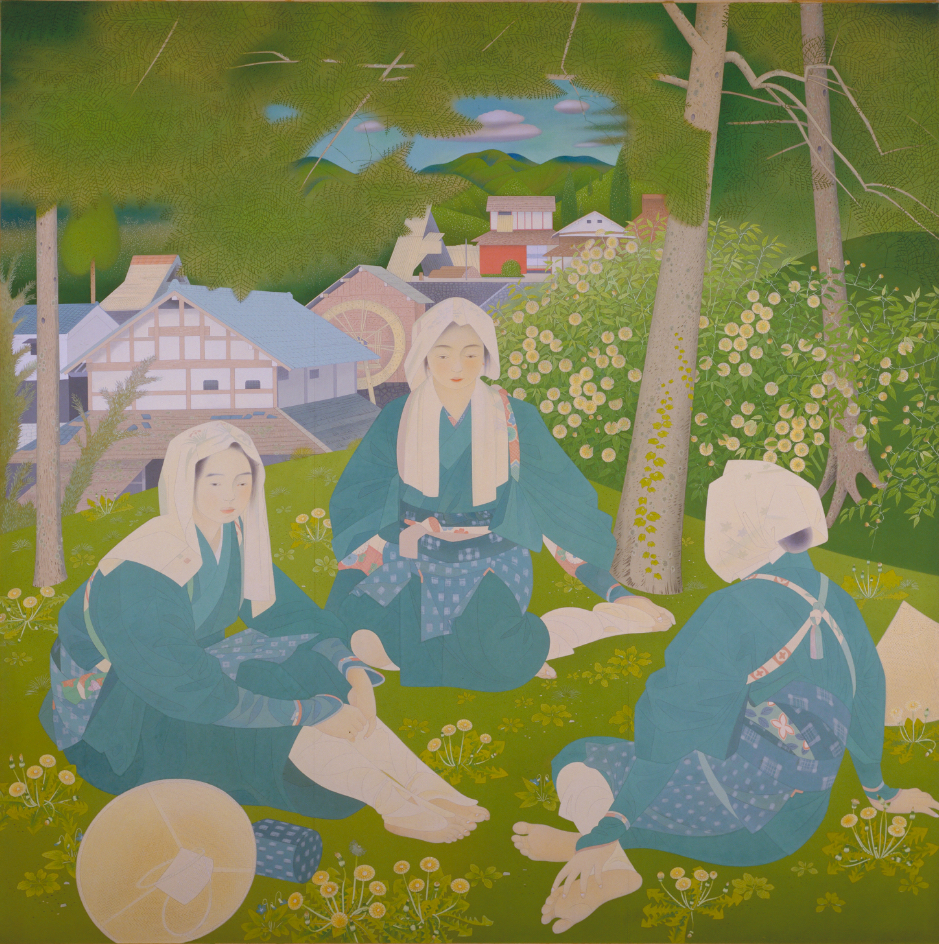
土田麦僊『大原女』（1927年）
大原の薪行商人。たきぎを運ぶために肩に綾襷をかけている。

たすき（襷、手繦）は、本来は主に和服において、袖や袂が邪魔にならないようにたくし上げるための紐や布地で、通常は肩から脇にかけて通し、斜め十字に交差させて使用するが、輪状にして片方の肩から腰にかけて斜めに垂らして用いる方法もある。また、目印や宣伝などの用途として体にかける紐・布地のことも指す。

## 伝統的な襷

### 歴史

#### 古代

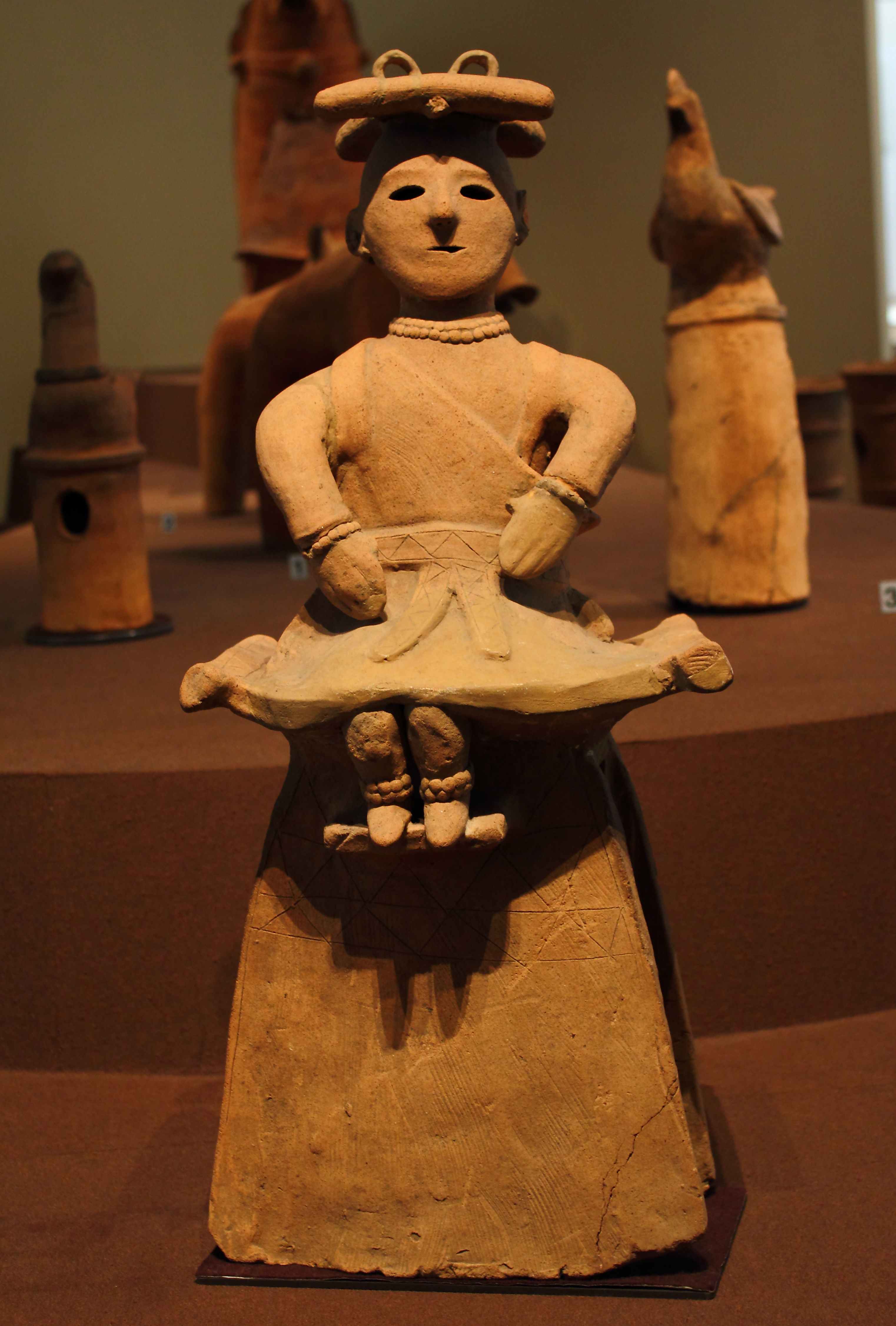
襷を掛けている巫女の人物埴輪。表面から見ると脇横の紐しか見えないが、背面から見ると斜め十字に掛けてあり、襷であることが分かる。（埴輪「腰掛ける巫女」重要文化財 東京国立博物館蔵）

現代において襷は日常的な実用品となっているが、古代は神事の装飾品であった。群馬県で出土した巫女の人物埴輪では、「意須比」と呼ばれる前合せの衣服に帯を締め、襷をかけている姿となっている。加えて、日本神話では天照大神（）が天岩屋に隠れた際、
『 アメノウズメの命、天の香山（）の天の日影を手次（）にかけて 』—「古事記」 神代
踊ったと記されており、これらの巫女が着用した例は襷を掛ける者の穢れを除く、物忌みの意味があったとされている。
古代の襷の材料は様々で、日蔭蔓（）・木綿（）・ガマ（蒲）など植物性の類から、勾玉や管玉などを通した「玉襷（）」があった。玉襷は襷の美称の言葉でもあるが、玉類を利用した襷にも用いる言葉である。
平安時代でも、神社では神を祀る時には木綿襷（ゆうだすき・楮の樹皮を用いたもの）をかけ神事に臨み、聖なる行事の装飾品として用いた。

#### 室町時代以降
田植えならば各地域で行われている、「御田植式」「御田植神事」「御田植祭」などの豊穣を祈願する神事の際に、苗を田に植える男性・女性（早乙女など）や、住吉大社の田舞（）を披露する巫女（八乙女の田舞）などが着用している。
安土桃山時代の風俗灌風絵には、田植えをする女性が襷をかけている姿が描かれており、これらも古代と同様、田植えは本来聖なる行事であったことから、襷を身につけ穢れを除くためと考えられている。こういった神事や祭礼による襷の遺風は、現代でも神社の祭祀・行事、伝統芸能などで見ることが出来る。
また襷の掛け方は2種類あり、身体の背面（又は前面）で交差させる方法と、一方の肩から腰に斜めに垂らし、輪状にする方法とがある。交差させて使用する襷を特に綾襷（）と言う。
襷が神事の装飾的役割から広がり、日常の実用的役割が加わる過程は、庶民の服装が筒袖（袖が筒状の衣服・袂がない）から、袂のある現代の和服のような袖が普及する過程に求められ、室町時代以降と見当されている。しかし、12世紀の「信貴山縁起絵巻」には道具屋などで活動する人々が、すでに襷をかけて描かれており、年代の詳細は定かではない。

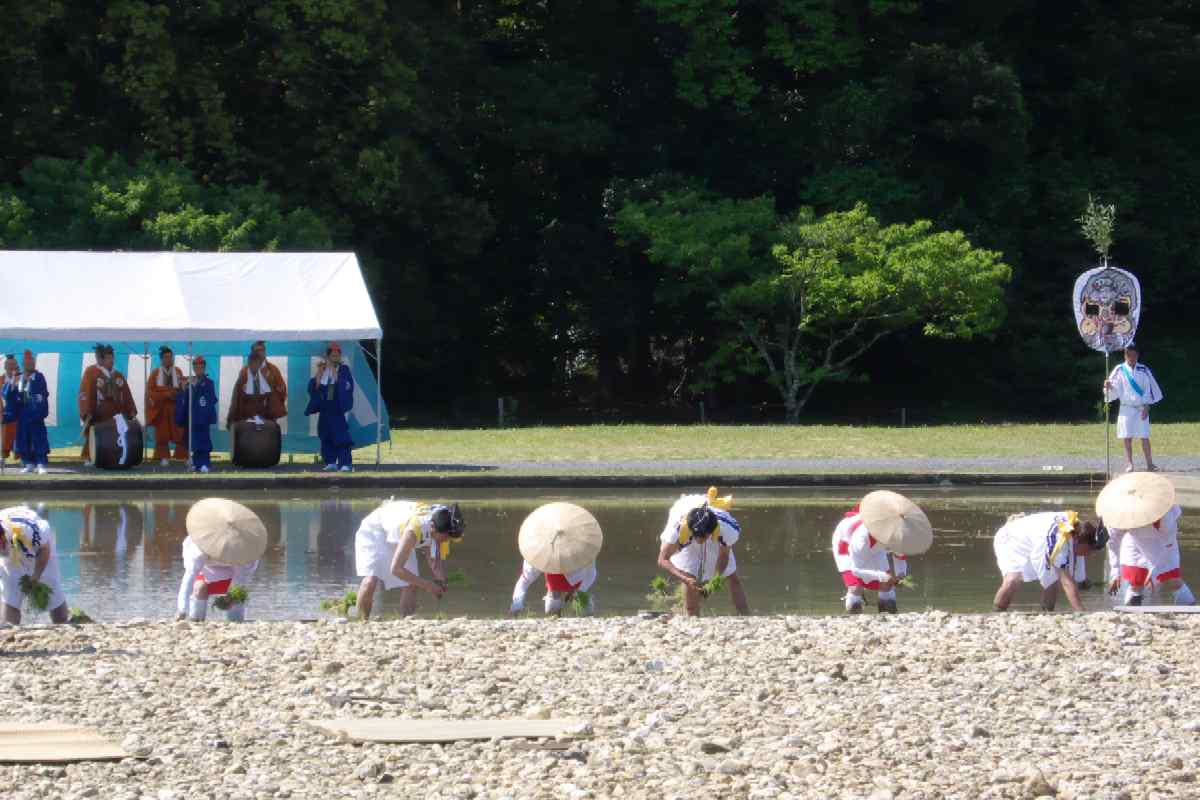
神宮神田の「神田御田植初」。男性は帷子（）に青色・黄色の襷、女性は白衣に赤色の襷を着ている。（伊勢神宮）
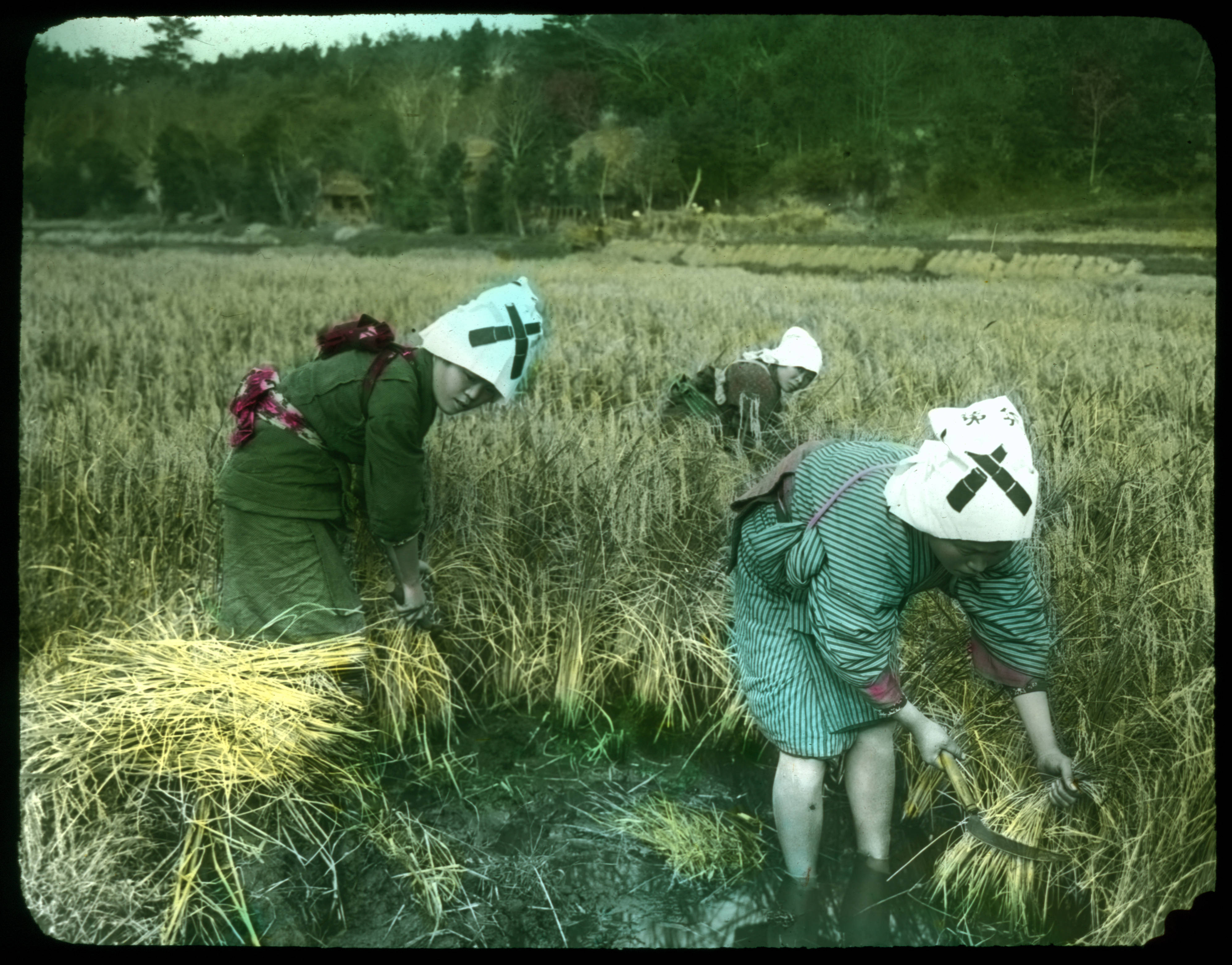
たすきを掛けて稲刈りをする女性（1910年頃）
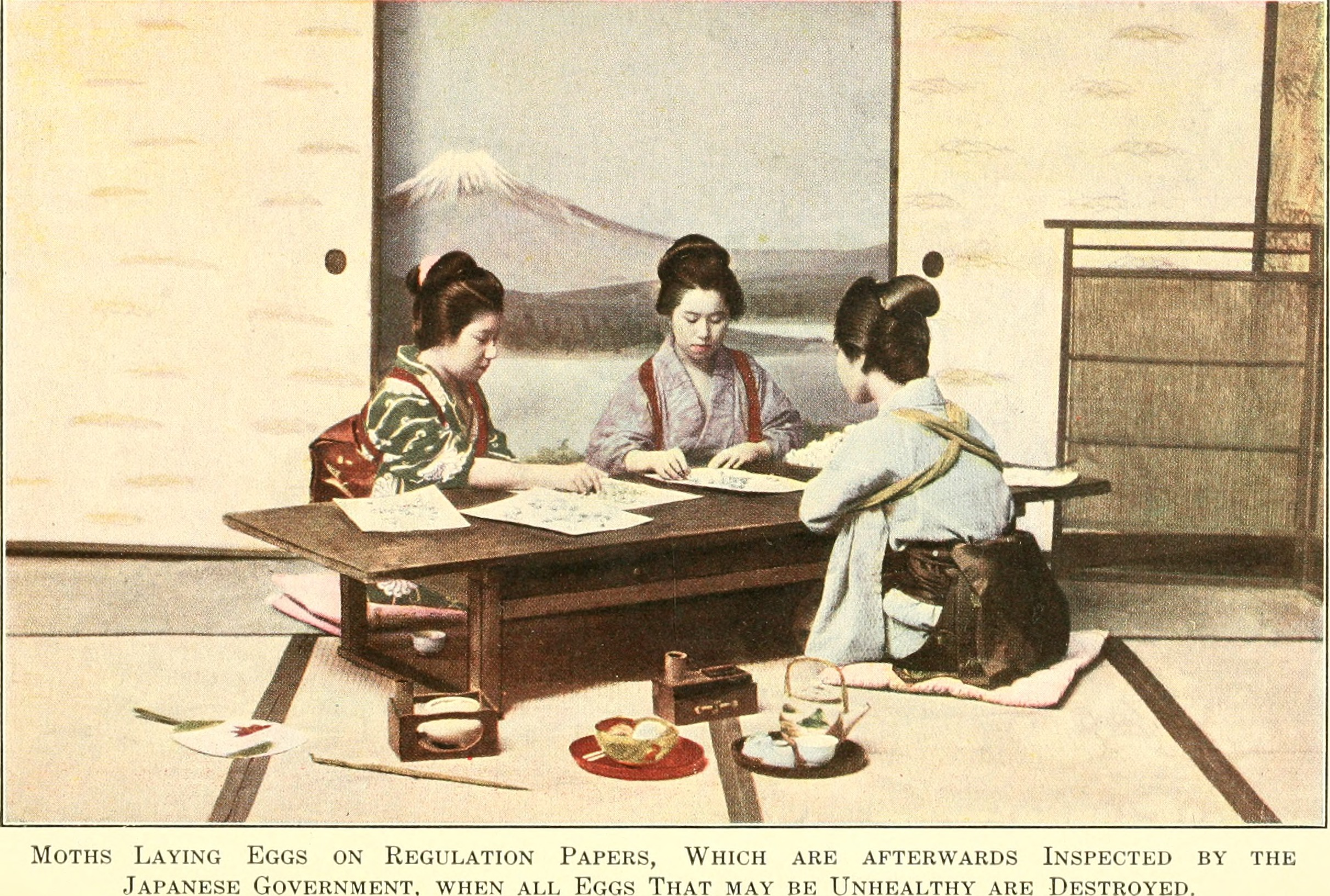
たすき掛けの女性たち（1911年）

#### 江戸時代以降
江戸時代になると町人、職人、階級や老若男女を問わず、襷は大いに定着する。日々の暮らしに密着した日用品へと主目的が移るに従い、行事ごとなどを除いて、襷をかけたまま神社・仏閣に参拝したり、客の応対に出ることは相手に失礼であるという意識を伴った。襷は和服が生活スタイルの中心であった昭和初期まで、日常になくてはならない必需品として活躍する。
次第に洋服主流の生活スタイルに移り、襷は日常の必需品ではなくなっていったが、和服を着用する場面や行事などにおいて今日も活用されている。

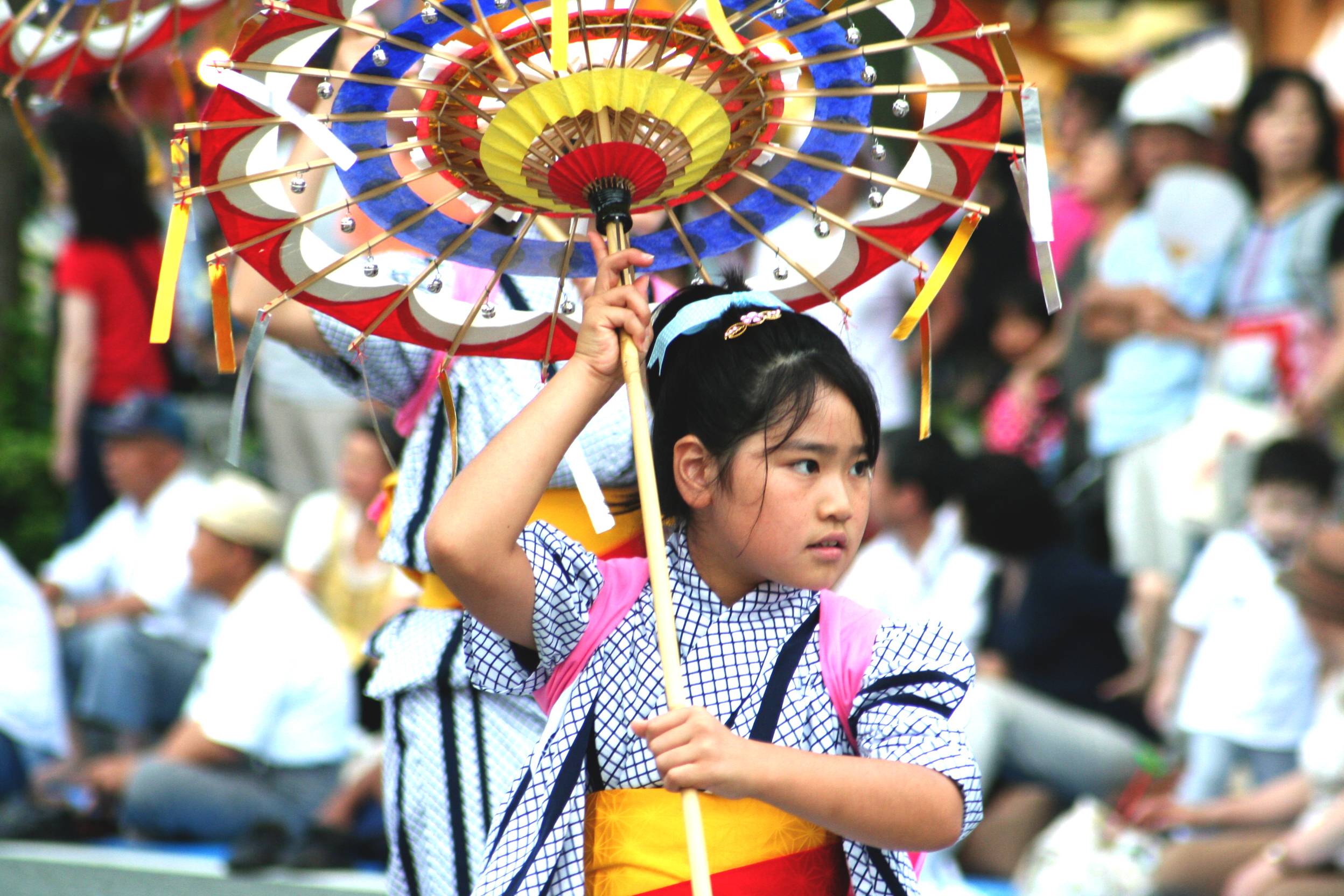
姫路お城祭り（襷を正面から見る）
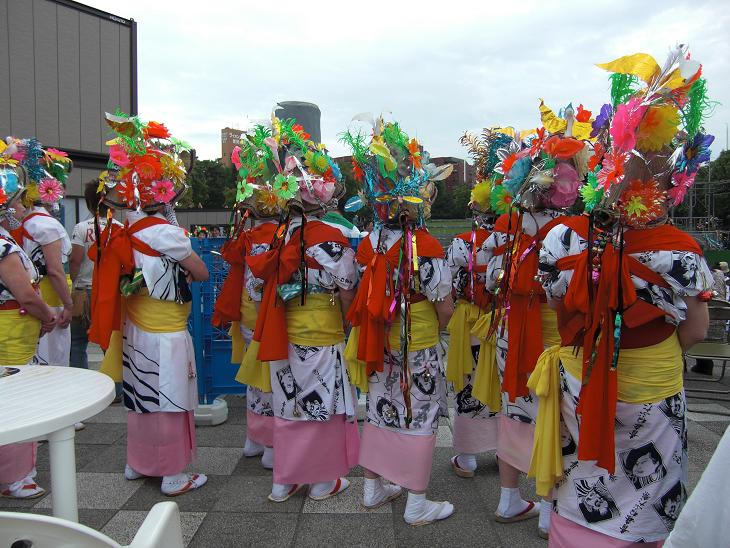
青森ねぶたのハネト（襷を背面から見る）
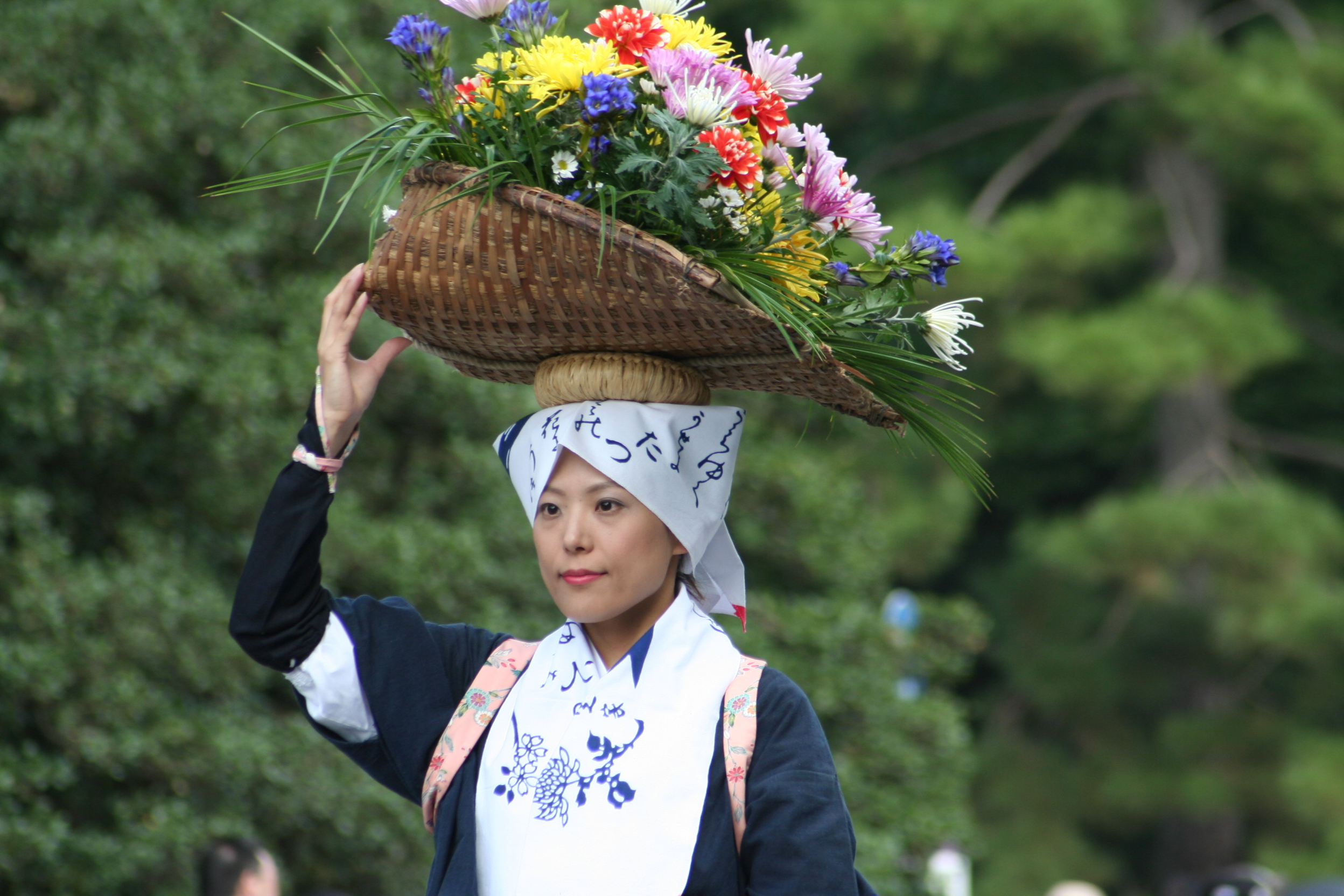
京都時代祭

### 用例
歌舞伎

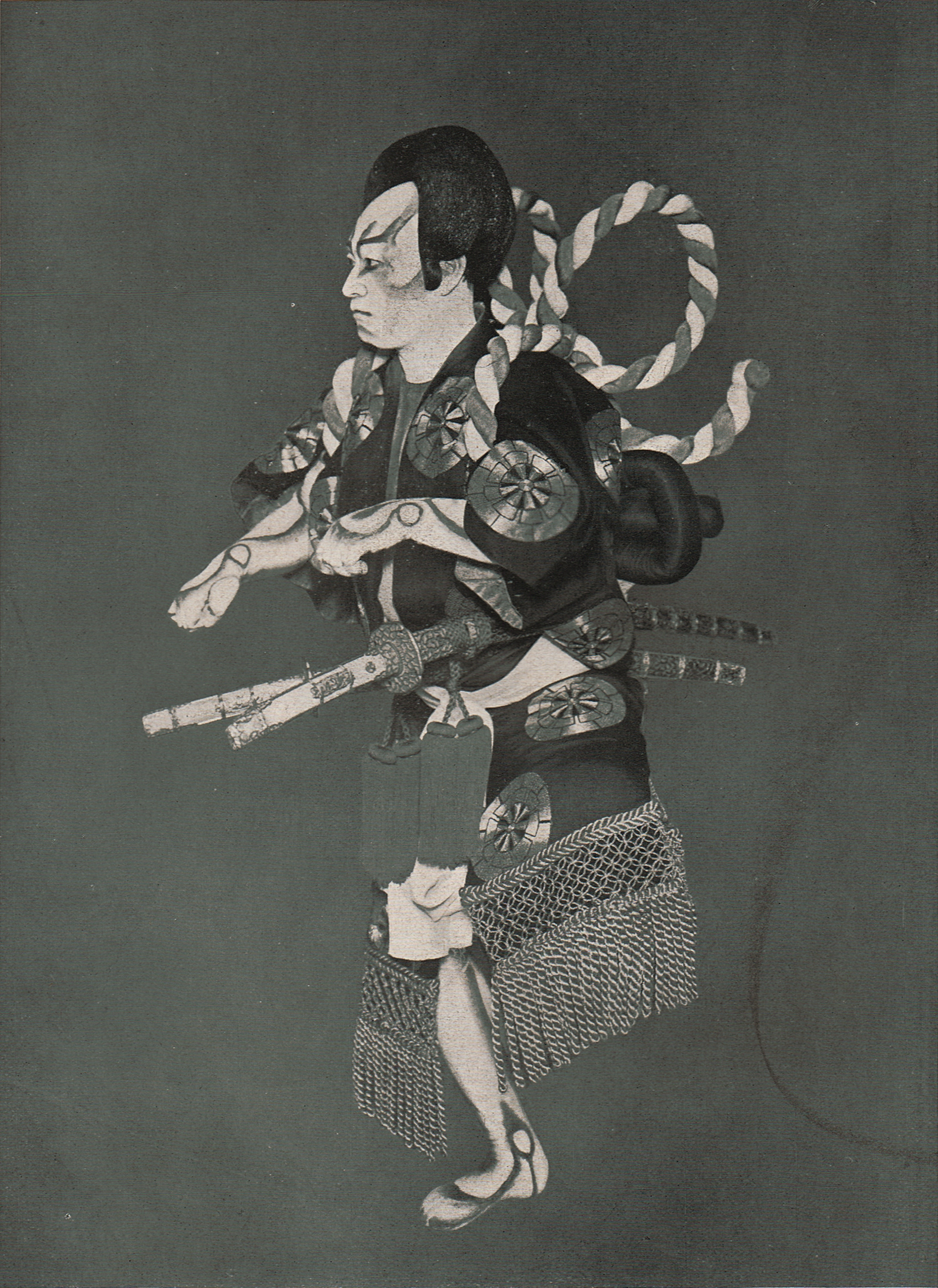
『義経千本桜』の狐忠信（七代目 坂東三津五郎）

- 仁王襷・撥ね襷（におうだすき・はねだすき） - 荒事（力強く勇ましい人物）の役者がかける襷で、「力」を表現している。紅白・紫白で太く、中心に針金を入れて、結び目の輪や端を上方に撥ね上げるようにしてある。歌舞伎演目、「暫（）」の主人公である鎌倉権五郎などで見られる。
- 木綿襷（ゆうだすき） - 現代の神社でも神職が神饌を供える時や、遷座の時などに木綿襷を用いる。諸襷と片襷の二種がある。

その他
- 竹襷（たけだすき） - 明治・大正の頃までは短い竹を通した襷を、主に料理人などの職人が利用した。

## 目印・宣伝としての襷
本来の袖をたくし上げる用途ではないが、目印として襷が利用される場合もある。目印としての襷は洋装でも使用され、必要に応じて遠目にも目立つカラーリングが施される。さらには幅の広い帯状の襷に大きく文字を記したものを身につけ、一種の看板として宣伝やアピールにも用いられる。
白襷隊は旧日本陸軍が日露戦争において組織した特別支隊の通称で、夜襲の際に味方を識別するため、全員が白い襷をかけたことからこう呼ばれた。
第二次世界大戦中には召集令状による応召者が赤襷と呼ばれる赤い襷を身につけ、周囲に出兵することを知らせ、前途を祈ってもらった。
リレーマラソンの一種である駅伝競走においては、各区間、各走者がバトンの代わりに襷を手渡し順番に身に付けながらリレーしていく。襷は片方の肩からもう片方の腰の部分にかけて斜めに垂らして使用するもので、チームを識別する色や文字が記載される。
国会議員、地方議員などの選挙において、立候補者が自らの氏名を大きく記した襷を身につける場合がある。これは一般には「選挙たすき」と呼ばれ、公職選挙法第143条の定める「選挙運動のために使用する文書図画」のうち「公職の候補者が使用するたすき」にあたる。候補者の氏名入りの襷は使用法が公職選挙法で厳密に定められており、選挙期間中に候補者本人のみが身につけることができる。そのため、選挙期間外には公職選挙法に抵触しないよう「本人」という文字だけが記載された襷がしばしば用いられ、これは「本人たすき」と呼ばれる。
そのほかにはミス・コンテスト優勝者（サッシュとも）や商品の売子や興行における営業員、プロレスにおけるリーグ戦出場選手などが使用している。
宣伝に使われる帯としての「人に掛ける襷」からの派生として、レコード盤ジャケットに付属するタイトルや価格、宣伝などが書かれた帯を襷と称する場合もある。

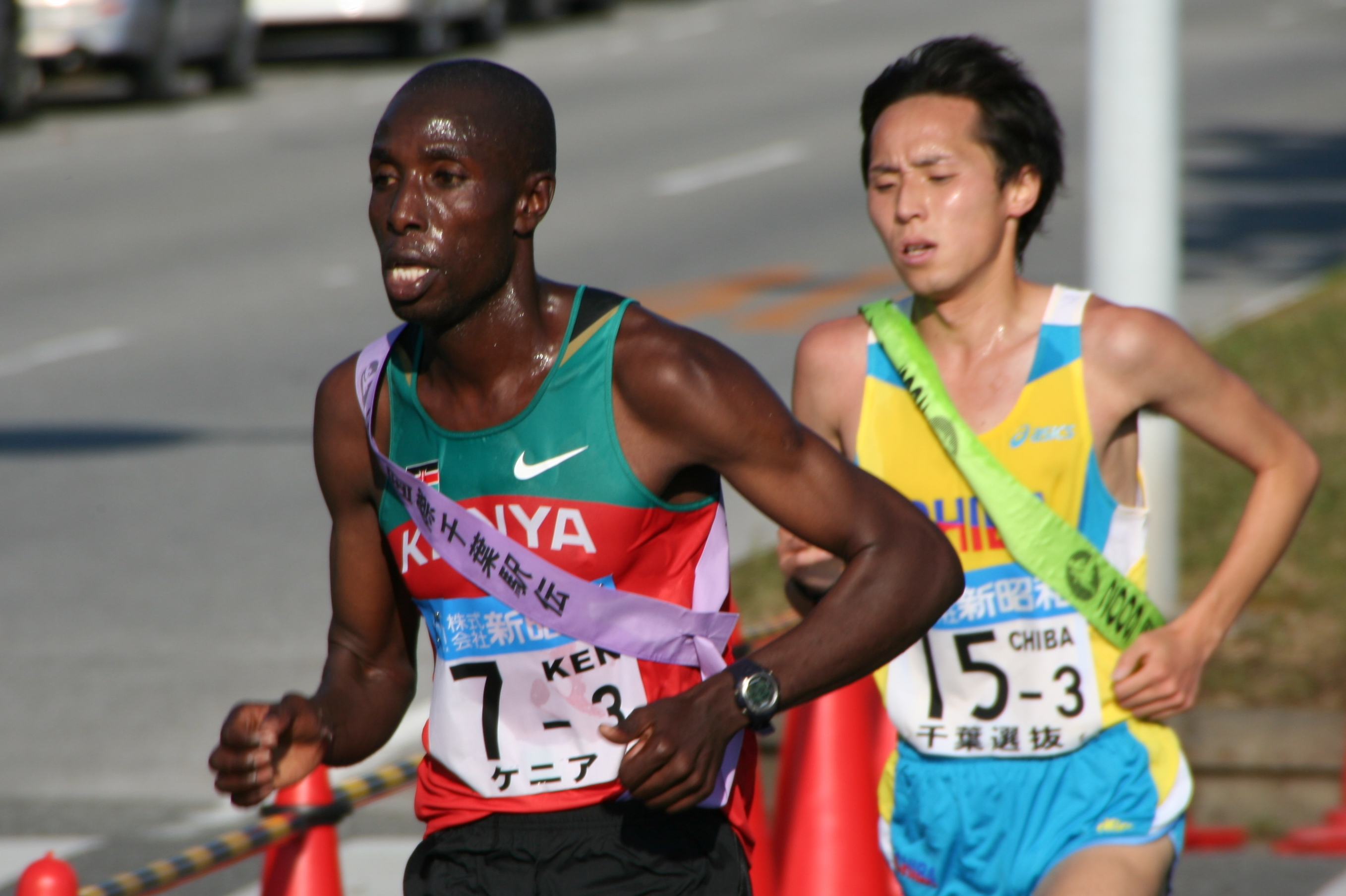
たすきを身につけた駅伝選手（第21回国際千葉駅伝）
交通安全たすき（東京都世田谷区）
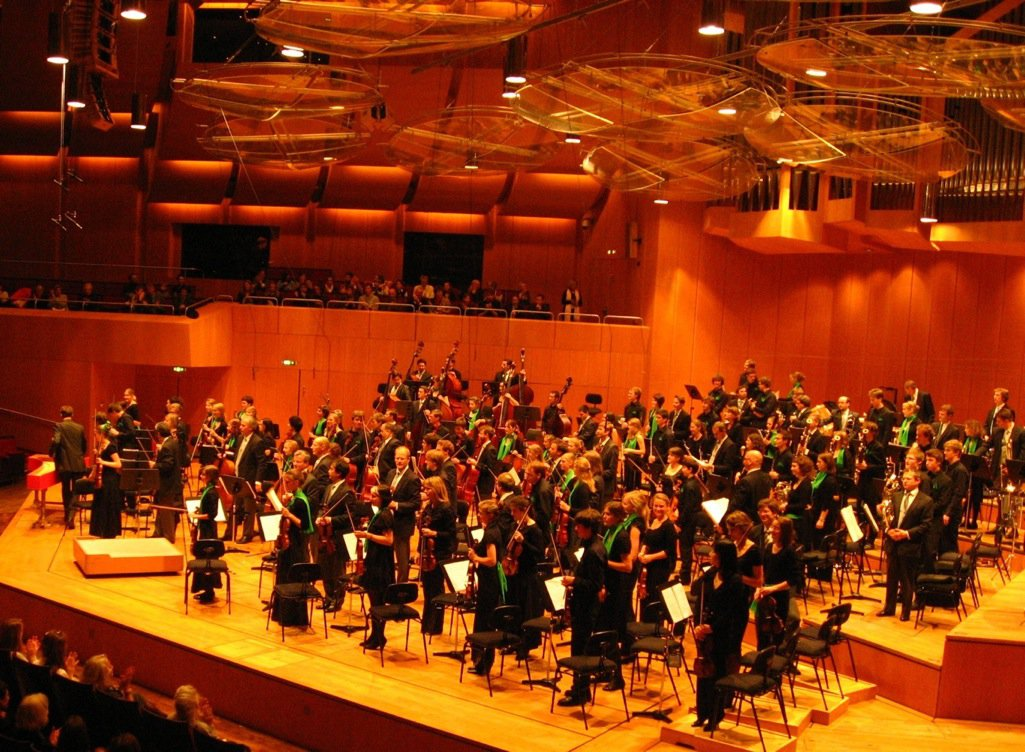
ミュンヘン・フィルハーモニー管弦楽団と青少年オーケストラのメンバー（グリーンのたすきを掛けている）の合同コンサート。

## 襷の漢字
「襷」という漢字は中国にはないため国字であると考えられているが由来が不明であり、一方で中国には衣服の紐を意味する「襻」という字形の似た漢字があるため、「襷」は「襻」の誤記ないしは変化して生まれた漢字とも考えられている。日本でも江戸時代以前までは「襷」と「襻」どちらの漢字も「たすき」の意味で使用されていた。

## 襷を含む言葉・文献
- 襷掛け（たすきがけ） - 細長いものどうしが交差している様子。
  - たすきがけ - 数学において、二次方程式を因数分解する際に用いる方法。
- 襷反り（たすきぞり） - 襷反りとは相撲の技の一つ。
- 襷星（たすきぼし） - 二十八に分けた星宿の一つ、翼宿（南方朱雀七宿の第6宿）の「和名」である。 
  - タスキ星 - 囲碁の棋譜・布石の一つ。
- 火襷（ひだすき） - 藁などを陶器の器肌に付けて焼き、その部分の肌色が襷状に赤く発色させる技法。自然的な変化に趣があり、珍重される。備前焼が有名。

文様
- 襷文（たすきもん） - 格子模様に似ているが、縦・横の交差する線が垂直ではなく、斜めに交差した模様を襷文と区分する場合がある。「菱格子」とも呼ぶ。
- 鳥襷（とりだすき） - 日本の有職文様の1つ。綾織物の文様で尾長鳥が向かい合って輪違いに連なった模様である。中心に菱形の花文を置くデザインが多い。多く指貫などに用いる。
- 三重襷（みえだすき） - 日本の有職文様の1つ。斜面を交差させた一条の襷の中に、それぞれ菱（斜め四角）を入れた模様。3本ずつの斜線で構成され、中心に花菱や四つ菱を置くデザインが多い。

慣用句
- 帯に短し襷に長し - 中途半端で使い物にならないこと。

文献
- 「木綿襷 かけても言ふな あだ人の 葵てふ名は 禊にぞせし」（後撰和歌集/夏）
- 「白栲（）の 手繦（）をかけ まそ鏡 手に取り持ちて 天つ神 仰ぎ祈（）ひ祷み」（万葉集）